# 德拉姆堡
德拉姆堡（Fort Drum）是美國陸軍在紐約州傑弗遜縣的保留地，也是一個人口普查區。它的面積434平方公里，根據美國2000年人口普查，人口為12,123人。
德拉姆堡是第10山地師的基地。